# Spårakoff

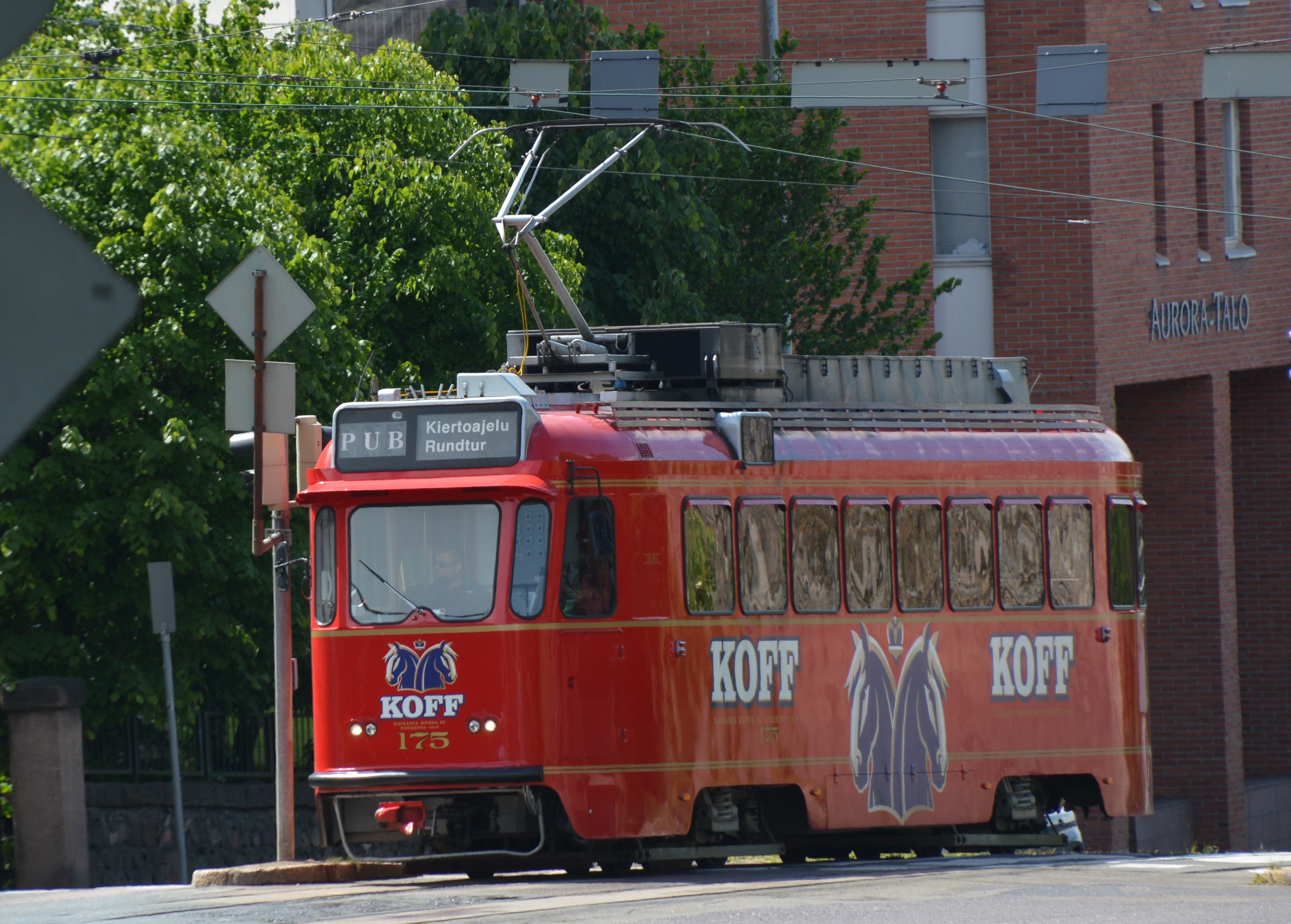
Spårakoff, 2016

Spårakoff är en finländsk spårvagn av typ Karia HM V, vilken byggts om till en rullande ölservering i Helsingfors.
Namnet Spårakoff kommer från "spåra", som är stadin slangi för spårvagn och "Koff", som är ett av bryggeriet Sinebrychoffs varumärken.  För att fira Sinebrychoffs 175-årsjubileum 1995 konverterades Helsingfors spårvägars spårvagn nr 15, som ursprungligen tillverkats 1959, till en pubspårvagn, omnumrerades till 175 och sattes i trafik den 1 maj 1995.
Spårakoff var ursprungligen tänkt att endast vara i drift under två säsonger, men visade sig vara så populär att den fortsatt att sommartid rulla på Helsingfors stads spårvagnsnät. Den var vid ombyggnaden ovanlig som barspårvagn.
Spårakoff har en yta på 20 kvadratmeter och har 24 sittplatser och sex ståplatser, en bardisk samt en liten toalettkabin. Den trafikerar för en särskild avgift från maj till september en 40-minuters rundtur som börjar och slutar vid Mikaelsgatan vid Järnvägstorget och går via Operahuset, Borgbacken och Salutorget.

## Bildgalleri

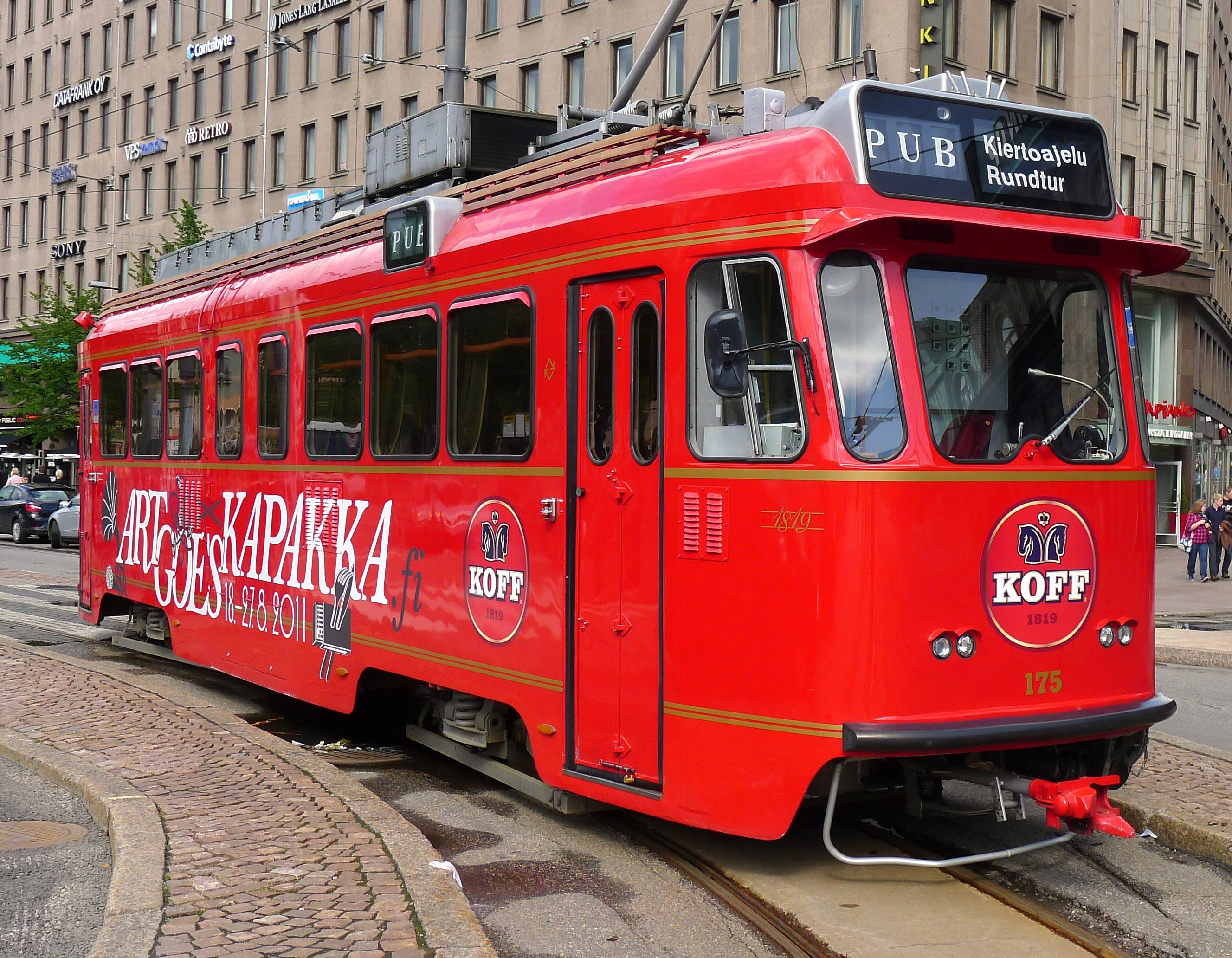
Spårakoff i tidigare målning, 2011
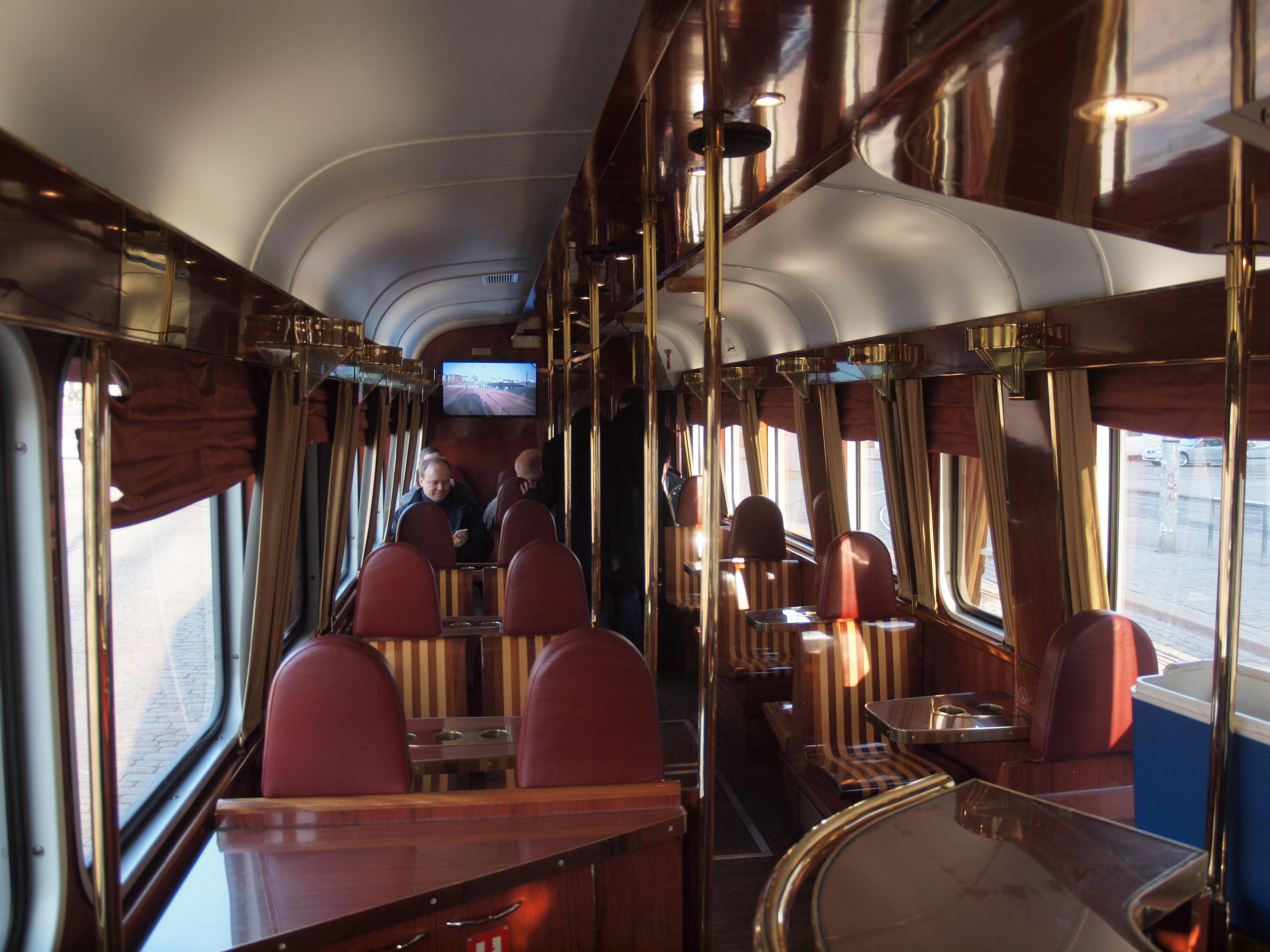
Interiörbild från främre delen.
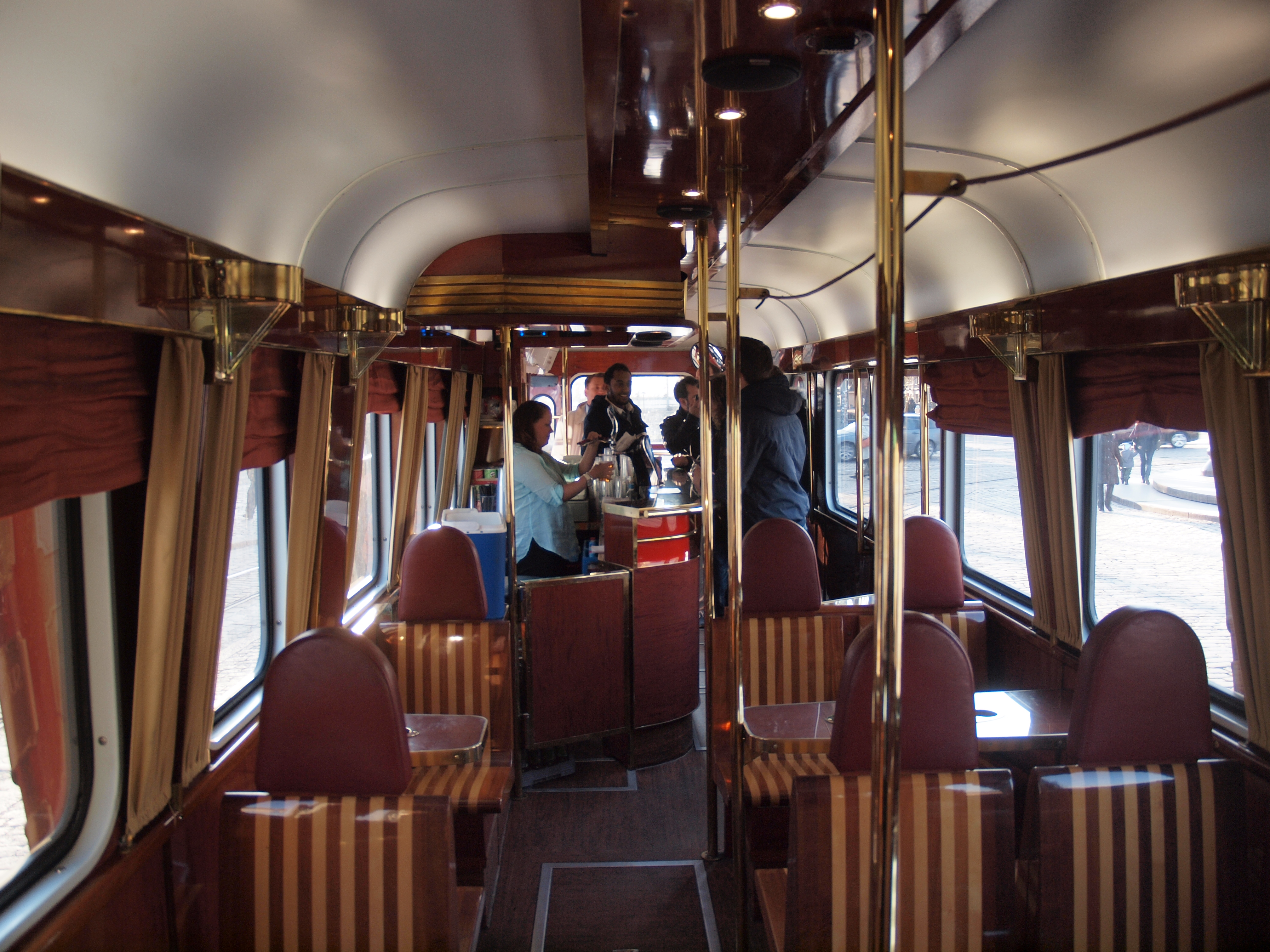
Interiörbild från bakre delen